# Panta rei
Panta rei (del grec Πάντα ῥεῖ) és un concepte atribuït per Plató al filòsof presocràtic Heràclit que esquematitza la seva suposada opinió que tot està en canvi continu.